# Sipanik
Sipanik (en arménien Սիփանիկ) est une communauté rurale du marz d'Ararat en Arménie. En 2008, elle compte 895 habitants.

## Liste des maires
- Hayk Badalyan (2006-2010[3] et 2010-2012[4])

- Arayik Manukyan (2012-2016[5] et 2016-2020[6])